# IC 1385
IC 1385 је спирална галаксија у сазвјежђу Водолија која се налази на листи објеката дубоког неба у Индекс каталогу.
Деклинација објекта је - 1° 4' 11" а ректасцензија 21h 28m 51,1s. Привидна величина (магнитуда) објекта IC 1385 износи 15,0 а фотографска магнитуда 15,8. IC 1385 је још познат и под ознакама MCG 0-54-22, CGCG 375-42, PGC 66832.